# Cantone di Montpont-en-Bresse
Il Cantone di Montpont-en-Bresse era una divisione amministrativa dell'arrondissement di Louhans.
È stato soppresso a seguito della riforma complessiva dei cantoni del 2014, che è entrata in vigore con le elezioni dipartimentali del 2015.
Comprendeva i comuni di:
- Bantanges
- La Chapelle-Thècle
- Ménetreuil
- Montpont-en-Bresse
- Sainte-Croix